# Laponsko (finský kraj)
Finské Laponsko (finsky Lappi, švédsky Lappland) byl největší, nejsevernější a zároveň nejřidčeji osídlený kraj Finska. Kraj Laponsko sousedil na jihu s krajem Oulu (s provincií Severní Pohjanmaa), na západě s Botnickým zálivem a švédským krajem Norrbotten, na severu s norskou Finnmarkou a na východě s ruskou Murmanskou oblastí. V některých částech světa, především ve Velké Británii a Finsku samotném je tento kraj považován za tradiční domov Santa Clause.
Největšími městy jsou Rovaniemi, Kemi a Tornio. Z asi 190 000 obyvatel (k roku 2002) je necelých 5 % Sámů.

## Historie
Území finského Laponska se odtrhlo od kraje Oulu v roce 1936. Po 2. světové válce byla území Petsama a Sally postoupena Sovětskému svazu. Systém členění Finska na kraje byl zrušen 1. ledna 2010. Laponsko je od tohoto data již pouze jednou z 19 finských provincií, nikoli krajem.

## Obce
Tučně napsané obce jsou města.
- Enontekiö
- Inari
- Kemi
- Kemijärvi
- Keminmaa
- Kittilä
- Kolari
- Muonio
- Pelkosenniemi
- Pello
- Posio
- Ranua
- Rovaniemi
- Salla
- Savukoski
- Simo
- Sodankylä
- Tervola
- Tornio
- Utsjoki
- Ylitornio